# Кифоза
Кифозата е заболяване, което се характеризира с извиване на гръбначния стълб по такъв начин, че горната част е малко по-издадена от нормалното. Гръбначният стълб на човека има четири извивки – двойна S-образна извивка. Две от тях са изпъкнали напред – в шийната и поясната област, и другите две са изпъкнали назад – в гръдната област и кръстцовата кост. При всеки човек се наблюдава изкривяване до определена степен, което се счита за нормално. В случай че изкривяването достигне повече от 40 градуса, тогава се счита за проблем.

## Симптоми и лечение
Основните симптоми, които могат да се наблюдават, са:
- видимо изкривяване на гръбнака
- болка и схващане
- неподвижност на гръбначните прешлени
- умора

При по-леките случаи симптомите са много слабо изразени. Видът на лечението зависи от причините и от усложненията, които са открити, като то може да включва само физиотерапия, но в някои по-тежки случаи може да се наложи и оперативно лечение.

## Основни причини
При кифозата се наблюдава разместване на прешлените в гръдния отдел на гръбначния стълб. Причините могат да са от най-различно естество, но най-честите са:
- травма
- остеопороза
- вродена кифоза
- ювенилна кифоза – възниква през пубертета
- неправилна стойка